# Teococuilco de Marcos Pérez
Teococuilco de Marcos Pérez là một đô thị thuộc bang Oaxaca, México. Năm 2005, dân số của đô thị này là 1237 người.